# Saturn Award för bästa skräckfilm
Saturn Award för bästa skräckfilm är ett filmpris som delas ut av Academy of Science Fiction, Fantasy & Horror Films.

## Vinnare och nominerade

### 1970-talet
| År      | Vinnare                                   | Nominerade |
| ------- | ----------------------------------------- | --- |
| 1972    | Blacula                                   | |
| 1973    | Exorcisten                                | Arnold Don't Look Now House of Terror The Legend of Hell House Death Line Schlock Scream Blacula Scream Sisters Tales That Witness Madness Terror in the Wax Museum Theater of Blood The Vault of Horror |
| 1974/75 | Det våras för Frankenstein                | Stilla natt, blodiga natt Bug Phantom of the Paradise The Rocky Horror Picture Show Vampira |
| 1976    | Burnt Offerings                           | Omen Carrie House of Mortal Sin Eaten Alive The Food of the Gods Obsession |
| 1977    | Den lilla flickan i huset vid vägens slut | Ondskans redskap Dogs Kingdom of the Spiders |
| 1978    | Dödlig skörd                              | Alla helgons blodiga natt Dawn of the Dead Magic The Medusa Touch Piranha |
| 1979    | Greve Dracula                             | Huset som gud glömde Love at First Bite The Mafu Cage Phantasm |

### 1980-talet
| År      | Vinnare                       | Nominerade |
| ------- | ----------------------------- | --- |
| 1980    | The Howling                   | I nattens mörker Fade to Black The Fog The Shining                                                                              |
| 1981    | En amerikansk varulv i London | Alla helgons blodiga natt 2 Dead & Buried Wolfen Gengångare                                                                     |
| 1982    | Poltergeist                   | The Thing Creepshow Dödsfällan Swamp Thing                                                                                      |
| 1983    | Dead Zone                     | Christine Cujo The Keep Twilight Zone: The Movie                                                                                |
| 1984    | Gremlins                      | Dreamscape Eldfödd Terror på Elm Street Creature                                                                                |
| 1985    | Skräcknatten                  | Re-Animator Lifeforce Terror på Elm Street 2 – Freddys hämnd The Return of the Living Dead                                      |
| 1986    | Flugan                        | From Beyond Little Shop of Horrors Poltergeist II: The Other Side Psycho III                                                    |
| 1987    | The Lost Boys                 | Evil Dead II Hellraiser Near Dark Terror på Elm Street 3 – Freddys återkomst Pumpkinhead                                        |
| 1988    | Beetlejuice                   | Den onda dockan Dubbelgångare Halloween 4: Återkomsten Hellraiser 2: Hellbound Terror på Elm Street 4 – Freddys mardröm Waxwork |
| 1989/90 | Imse vimse spindel            | Bride of Re-Animator Darkman Exorcisten III Flugan II Djävulens barnvakt Nightbreed Jurtjyrkogården Santa Sangre                |

### 1990-talet
| År   | Vinnare               | Nominerade |
| ---- | --------------------- | --- |
| 1991 | När lammen tystnar    | Body Parts Children of the Night Den onda dockan 3 Dolly Dearest Lida Night of the Living Dead Sova med fienden             |
| 1992 | Bram Stokers Dracula  | Basic Instinct Candyman Braindead Handen som gungar vaggan Hellraiser III: Hell on Earth Twin Peaks: Fire Walk with Me      |
| 1993 | Army of Darkness      | The Dark Half Ondskans ansikte Hard Target Kalifornia Köplust Spårlöst försvunnen                                           |
| 1994 | En vampyrs bekännelse | Cronos The Crow Frankenstein Mosquito Wes Craven's New Nightmare Wolf                                                       |
| 1995 | From Dusk Till Dawn   | The City of Lost Children I skräckens skugga Lord of Illusions Mute Witness The Prophecy Tales from the Crypt: Demon Knight |
| 1996 | Scream                | Cemetery Man The Craft Curdled The Frighteners The Relic                                                                    |
| 1997 | Djävulens advokat     | Anaconda Jag vet vad du gjorde förra sommaren Mimic Phantoms Scream 2                                                       |
| 1998 | Sommardåd             | Blade Bride of Chucky Faculty Alla helgons blodiga natt – 20 år senare Vampires                                             |
| 1999 | Sjätte sinnet         | The Blair Witch Project Ravenous Sleepy Hollow Stigmata Teaching Mrs. Tingle                                                |

### 2000-talet
| År   | Vinnare                     | Nominerade                                                                                                  |
| ---- | --------------------------- | --- |
| 2000 | Final Destination           | Dracula 2000 The Gift Requiem for a Dream Urban Legends: Final Cut What Lies Beneath                        |
| 2001 | The Others                  | The Devil's Backbone From Hell Jeepers Creepers Hannibal Thirteen Ghosts                                    |
| 2002 | The Ring                    | Blade II Eight Legged Freaks Frailty Queen of the Damned Resident Evil                                      |
| 2003 | 28 Days Later               | Cabin Fever Final Destination 2 Freddy vs. Jason Jeepers Creepers II The Texas Chainsaw Massacre Underworld |
| 2004 | Shaun of the Dead           | Blade: Trinity Dawn of the Dead The Grudge Open Water Saw Van Helsing                                       |
| 2005 | The Exorcism of Emily Rose  | Constantine Land of the Dead Saw II The Skeleton Key Wolf Creek                                             |
| 2006 | The Descent                 | Final Destination 3 Hostel Saw III Slither Snakes on a Plane                                                |
| 2007 | Sweeney Todd                | 30 Days of Night 1408 Ghost Rider Grindhouse The Mist                                                       |
| 2008 | Hellboy II: The Golden Army | Mumien: Drakkejsarens grav The Happening Splinter Quarantine The Strangers                                  |
| 2009 | Drag Me to Hell             | The Box Frozen The Last House on the Left The Twilight Saga: New Moon Zombieland                            |

### 2010-talet
| År        | Vinnare                         | Nominerade                                                                                   |
| --------- | ------------------------------- | -------------------------------------------------------------------------------------------- |
| 2010      | Let Me In                       | The American Black Swan Kick-Ass Shutter Island The Wolfman                                  |
| 2011      | The Girl with the Dragon Tattoo | Contagion The Devil's Double The Grey Take Shelter The Thing                                 |
| 2012      | The Cabin in the Woods          | Argo The Impossible Seven Psychopaths The Woman in Black Zero Dark Thirty                    |
| 2013      | The Conjuring                   | Carrie Mama The Purge This Is the End Warm Bodies                                            |
| 2014      | Dracula Untold                  | Annabelle The Babadook Horns Only Lovers Left Alive The Purge: Anarchy                       |
| 2015      | Crimson Peak                    | Insidious: Chapter 3 It Follows Krampus The Visit What We Do in the Shadows                  |
| 2016      | Don't Breathe                   | The Autopsy of Jane Doe The Conjuring 2 Demon Ouija: Origin of Evil Train to Busan The Witch |
| 2017      | Get Out                         | Annabelle: Creation Better Watch Out 47 Meters Down Det Mother!                              |
| 2018/2019 | A Quiet Place                   | The Dead Don't Die Halloween Hereditary Overlord Jurtjyrkogården Us                          |
| 2019/2020 | The Invisible Man               | Doctor Sleep Freaky Det: Kapitel 2 Midsommar Ready or Not Scary Stories to Tell in the Dark  |

### 2020-talet
| År        | Vinnare         | Nominerade                                                        |
| --------- | --------------- | ----------------------------------------------------------------- |
| 2021/2022 | The Black Phone | A Quiet Place Part II Last Night in Soho The Night House Scream X |